# Koike Yui
Koike Yui (小池 唯, Tiểu Trì Duy, sinh ngày 04 tháng 4 năm 1991 tại Saitama, Nhật Bản) là một gravure idol, ca sĩ và nữ diễn viên Nhật Bản nổi tiếng với vai diễn Ahim de Famille / Gokai Pink trong Kaizoku Sentai Gokaiger. Cô là thành viên của một nhóm nhạc thần tượng tên là "Tomato n'pine" (hay gọi tắt là Tomapai). Cô ký hợp đồng với Four Springs trước khi hợp đồng của cô với họ hết hạn vào ngày 7 tháng 7 năm 2013; cô đã về với Starray Production từ tháng 6 năm 2014 đến 2015.

## Phim ảnh

### Phim truyền hình
| Năm  | Chức vụ                            | Vai trò                      | Ghi chú khác         |
| ---- | ---------------------------------- | ---------------------------- | -------------------- |
| 2009 | Anh hùng Tomica: Cứu hỏa           | Phóng viên thần tượng        | Tập 12               |
| 2009 | Boku no Himitsu Heiki              | Juri Kakiuchi                | Tập 8                |
| 2010 | Nhật ký buồn vui                   | Midori                       |                      |
| 2010 | Manpuku Shōjo Dragonet             | Sayaka Fujimura              | Tập 9                |
| 2010 | Kamen Rider W                      | Auiama                       | Tập 49               |
| 2011 | Atsui zo! Nekogaya !!              | Ikumi Oshino                 |                      |
| 2011 | Kaizoku Sentai Gokaiger            | Ahim de Famille / Gokai Pink | Vai trò chính        |
| 2014 | Keishichō Sōsa Ikka 9-gakari Mùa 9 | Haruka Tachibana             | Tập 6                |
| 2015 | Yêu Riron                          | Azusa                        | Tập 4-6 và cuối cùng |
| 2016 | Doubutsu Sentai Zyuohger           | Ahim de Famille / Gokai Pink | Tập 28-29            |

### Phim
| Năm  | Chức vụ                                                             | Vai trò                                                | Ghi chú khác             |
| ---- | ------------------------------------------------------------------- | ------------------------------------------------------ | ------------------------ |
| 2009 | Cô Machiko                                                          | Sakuragaoka                                            |                          |
| 2010 | Gachinko Shissou Jōtō                                               | Ami Nakamura                                           |                          |
| 2011 | Tensou Sentai Goseiger vs Shinkenger: Sử thi về Ginmaku             | Gokai Pink                                             | Cameo, vai trò giọng nói |
| 2011 | Gokaiger Siêu anh hùng Goseiger 199 Trận chiến vĩ đại               | Ahim de Famille / Gokai hồng                           | Vai trò chính            |
| 2011 | Kaizoku Sentai Gokaiger bộ phim: Con tàu ma bay                     | Ahim de Famille / Gokai hồng                           | Vai trò chính            |
| 2012 | Kaizoku Sentai Gokaiger vs Cảnh sát trưởng vũ trụ Gavan: The Movie  | Ahim de Famille / Gokai hồng                           | Vai trò chính            |
| 2012 | Kamen Rider × Super Sentai: Siêu anh hùng Taisen                    | Ahim de Famille / Gokai Pink, Go-On Yellow (giọng nói) |                          |
| 2012 | Trò chơi Joker                                                      | Minako Yokoe                                           |                          |
| 2013 | Tokumei Sentai Go-Busters so với Kaizoku Sentai Gokaiger: The Movie | Ahim de Famille / Gokai hồng                           | [ 5 ]                    |
| 2013 | Cuộc sống hàng ngày của nam sinh trung học                          | Nhân viên cửa hàng tiện lợi                            |                          |
| 2013 | Trận chiến Royukyu                                                  | Misako Shinjo                                          |                          |